# Церква Покрови Пресвятої Богородиці (Збараж)
Церква Покрови Пресвятої Богородиці в Збаражі — парафія і храм 2-го Збаразького благочиння Тернопільської єпархії Православної церкви України в місті Збараж Тернопільського району Тернопільської области.

## Історія церкви
Храм було закладено 26 червня 1994 року з ініціативи тодішнього настоятеля о. Романа Сливки та громади. На освячення хреста і місця під собор прибув архієпископ Тернопільський і Кременецький Яків із духовенством.
У 2007 році храм, висота якого становить 36 метрів, перекрили, а куполи увінчали хрестами. Освячення храму і престолу відбулося 10 жовтня 2010 року, на яке прибули архієпископ Нестор та 27 священників.

## Парохи
- о. Роман Сливка (1994-2008),
- о. Мирослав Ожибко (з 2008).